# Acontia leucotrigona
Acontia leucotrigona är en fjärilsart som beskrevs av George Francis Hampson 1905. Acontia leucotrigona ingår i släktet Acontia och familjen nattflyn. Inga underarter finns listade i Catalogue of Life.